# Earth Crisis
Earth Crisis – amerykańska grupa muzyczna wykonująca hardcore i metalcore.
Zespół uchodzi za reprezentantów postawy straight edge, weganizmu, wspierania praw zwierząt.

## Muzycy
Aktualny skład
- Karl Buechner – gitara basowa (1989), śpiew (1991–2001, 2007–)
- Scott Crouse – gitara prowadząca (1991–2001, 2007–)
- Ian „Bulldog” Edwards – gitara basowa (1991–2001, 2007–)
- Dennis Merrick – perkusja (1993–2001, 2007–)
- Erick Edwards – gitara rytmiczna (1998–2001, 2007–)

Byli członkowie
- DJ Rose – śpiew (1989)
- John Moseman – guitar (1989)
- Jesse Buckley – perkusja (1989)
- Ben Read – gitara rytmiczna (1991–1994)
- Kris Wiechmann – gitara rytmiczna (1994–1998)
- Michael Riccardi – perkusja (1991–1993)

Muzycy koncertowi
- Jim Winters – gitara rytmiczna (1993–1996)
- Andy Hurley – perkusja (2010)

## Dyskografia
Albumy studyjne
- Destroy the Machines  (1995, Victory Records)
- Gomorrah's Season Ends (1996, Victory Records)
- Breed the Killers (1998, Roadrunner Records)
- Slither (2000, Victory Records)
- Last of the Sane (2001, Victory Records)
- To the Death (2009, Century Media Records)
- Neutralize the Threat (2011, Century Media Records)
- Salvation of Innocents (2014, Candlelight Records)

Minialbumy (EP)
- All Out War (1992, Conviction Records)
- Firestorm (1993, Victory Records)
- The Discipline (2015, Bullet Tooth Records)
- Vegan for the Animals (2022, Fiveonone Music)

Albumy koncertowe i kompilacje
- The California Takeover (1996, Victory Records); album split koncertowy z zespołami Strife i Snapcase
- The Oath That Keeps Me Free (1998, Victory Records); album oncertowy
- Forever True (1991–2001) (2001, Victory Records); kompilacja retrospekcyjna
- All Out War/Firestorm (2007, Victory Records); kombinacja dwóch EPek
- The Return of the California Takeover (2021, Fiveonone Music); drugi album split koncertowy z zespołami Strife i Snapcase

Single
- „Broken Foundation” (1996, Victory Records)
- „Nemesis” (2000, Victory Records)
- „Slither” (2000, Victory Records)
- „Killing Brain Cells” (2000, Victory Records)
- „Forced to Kill” (2009, Seventh Dagger Records)
- „Into a Sea of Stone” (2011, Century Media Records)
- „Smash or Be Smashed” (2021, Decibel Flexi)

Teledyski
- „Broken Foundation” (1996)
- „Killing Brain Cells” (2000)
- „Provoke” (2000)
- „Nemesis” (2000)
- „To Ashes” (2009)
- „Total War” (2011)